# Viaduc de Tolbiac
Ne doit pas être confondu avec Pont de Tolbiac.
Le viaduc de Tolbiac était un viaduc parisien, construit en 1895. Il servait au franchissement par la rue de Tolbiac des voies du réseau Paris-Austerlitz. Il remplaçait un précédent viaduc, détruit lors d'une tempête. Il a été démantelé en 1996, laissant sa place à une construction sur dalle enjambant la gare de la Bibliothèque François-Mitterrand, préfigurant l'aménagement de la zone dite Paris Rive Gauche. Seule l'arche maçonnée franchissant la rue du Chevaleret subsiste. Le viaduc est entreposé en pièces à Auneau pendant une vingtaine d'années, en Eure-et-Loir.
Les restes de l'ancien viaduc ont été retirés du lieu de stockage à la gare d'Auneau puis détruits en février 2017,, malgré la promesse d'un remontage.
Le pont s'étendait sur trois travées, respectivement de 51 mètres, 60 mètres et 51 mètres, pour une longueur totale de 162 mètres.
Le viaduc sert de cadre à un roman de Léo Malet mettant en scène Nestor Burma et paru en 1956, Brouillard au pont de Tolbiac.

## Histoire
Le viaduc, construit en 1895, permettait de relier les deux côtés du faisceau ferroviaire de la gare d'Austerlitz. Lors de la conception de la ZAC Paris Rive Gauche, il est décidé de recouvrir entièrement les voies ferrées dans cette zone par une dalle en béton qui doit supporter à la fois la voirie et de nouveaux immeubles. Le viaduc apparaît alors incompatible avec ce nouvel aménagement. Étant donné sa valeur patrimoniale et son bon état, il est décidé de le démonter et de l'entreposer le temps d'étudier un remontage ailleurs dans Paris. Un projet fait l'objet d'études sérieuses : la « passerelle Bercy-Tolbiac » (actuelle passerelle Simone-de-Beauvoir) doit reprendre certains éléments du viaduc. Cependant, les contraintes trop lourdes font préférer le projet d'une passerelle complètement nouvelle. Finalement, 20 ans plus tard, la ville renonce à le remonter et le ferraille.

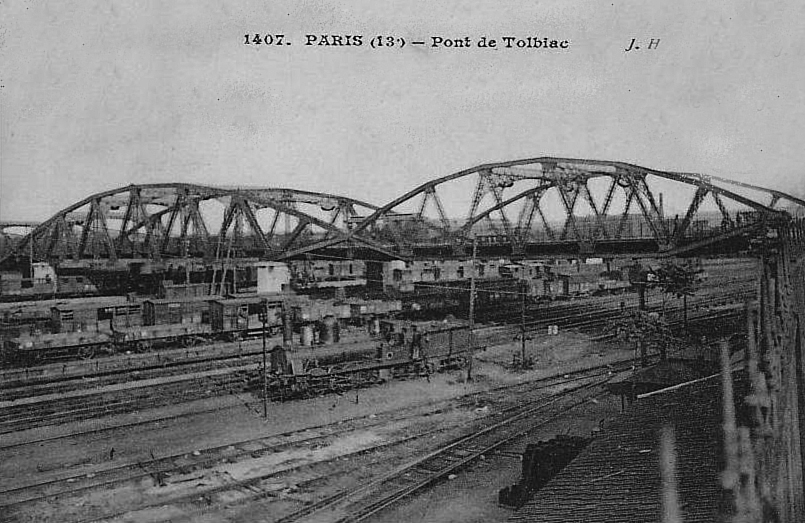
Le viaduc de Tolbiac vers 1910.
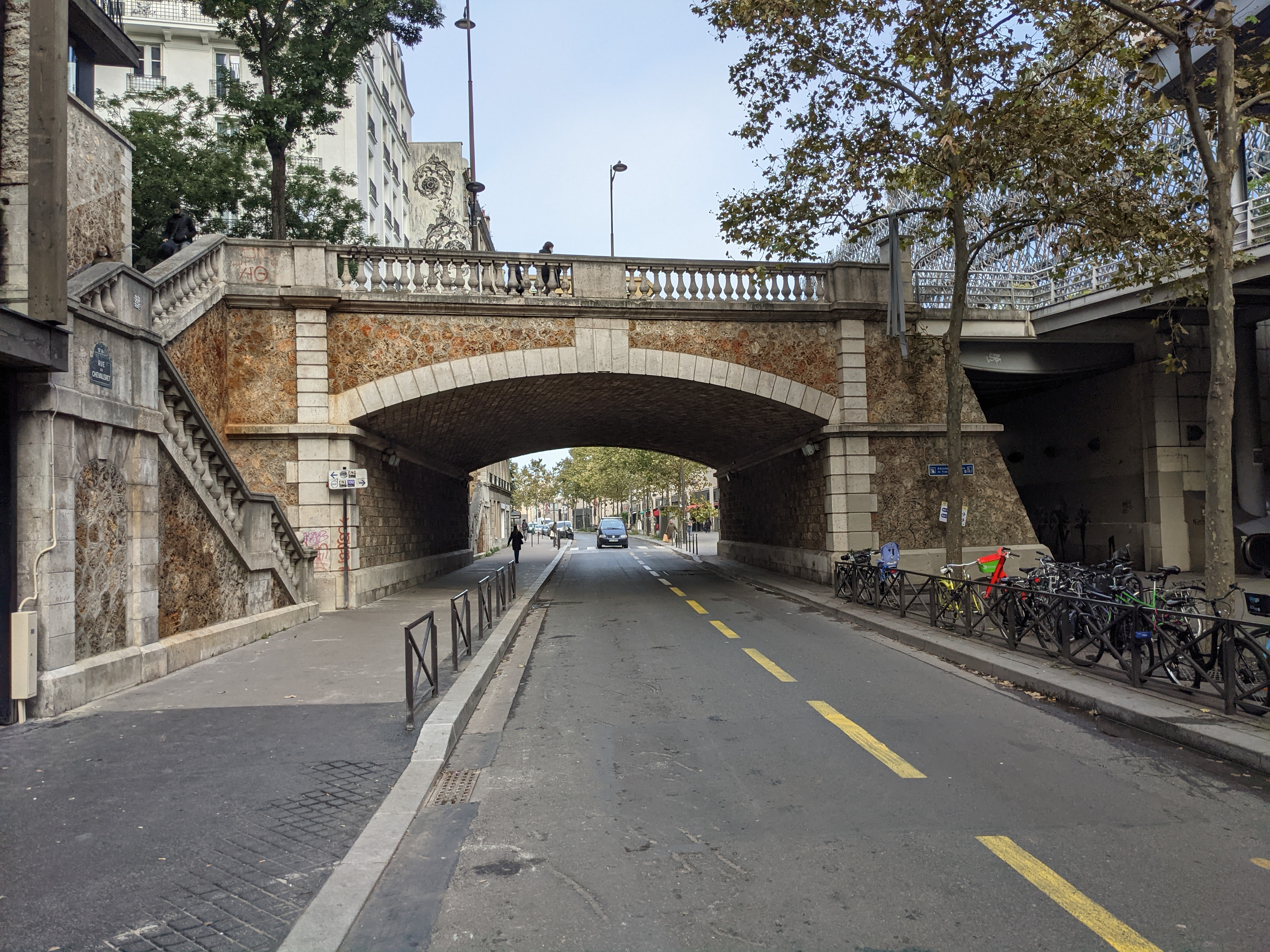
Le dernier vestige du viaduc : l'arche au-dessus de la rue du Chevaleret.
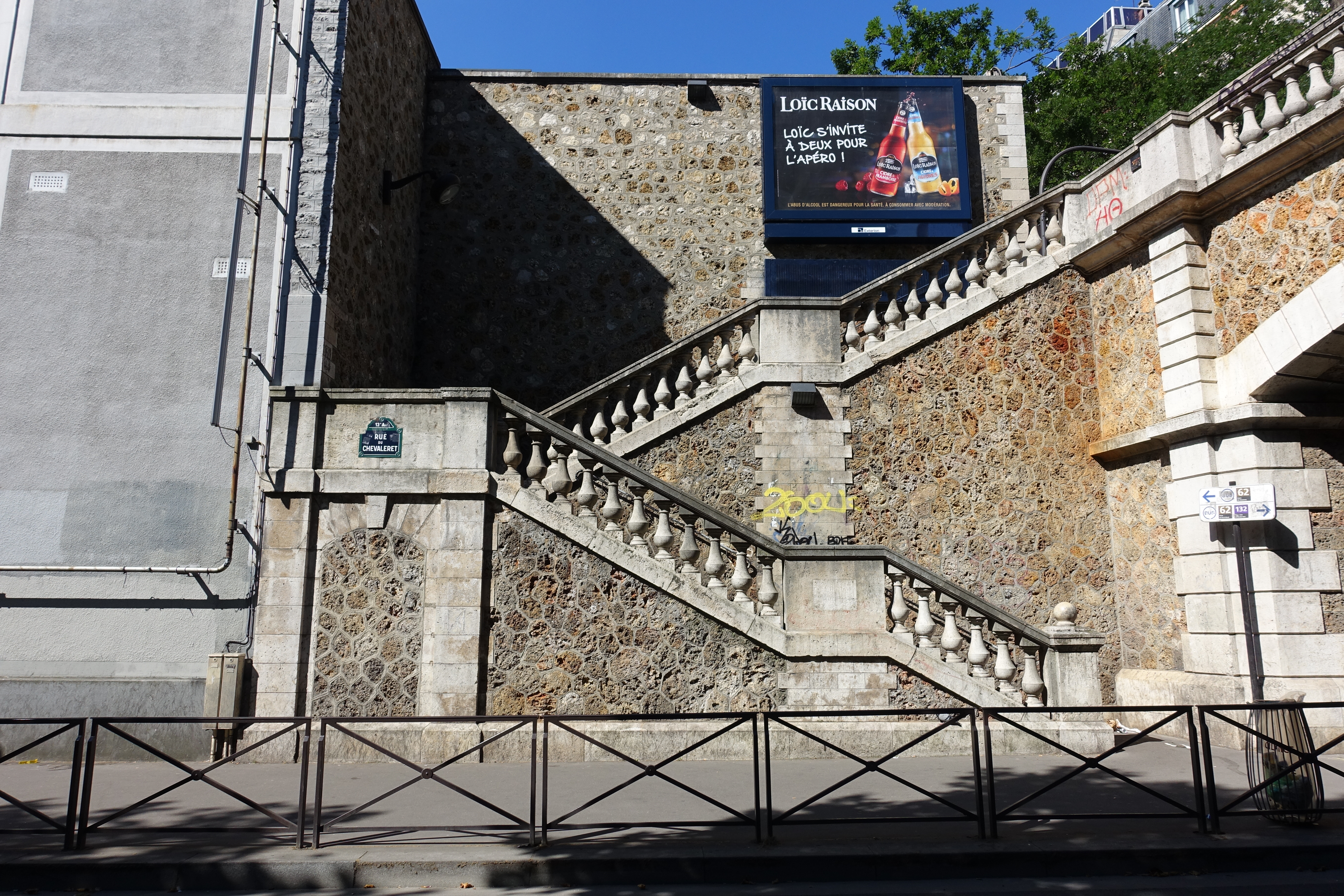
Accès à la rue de Tolbiac depuis la rue du Chevaleret.
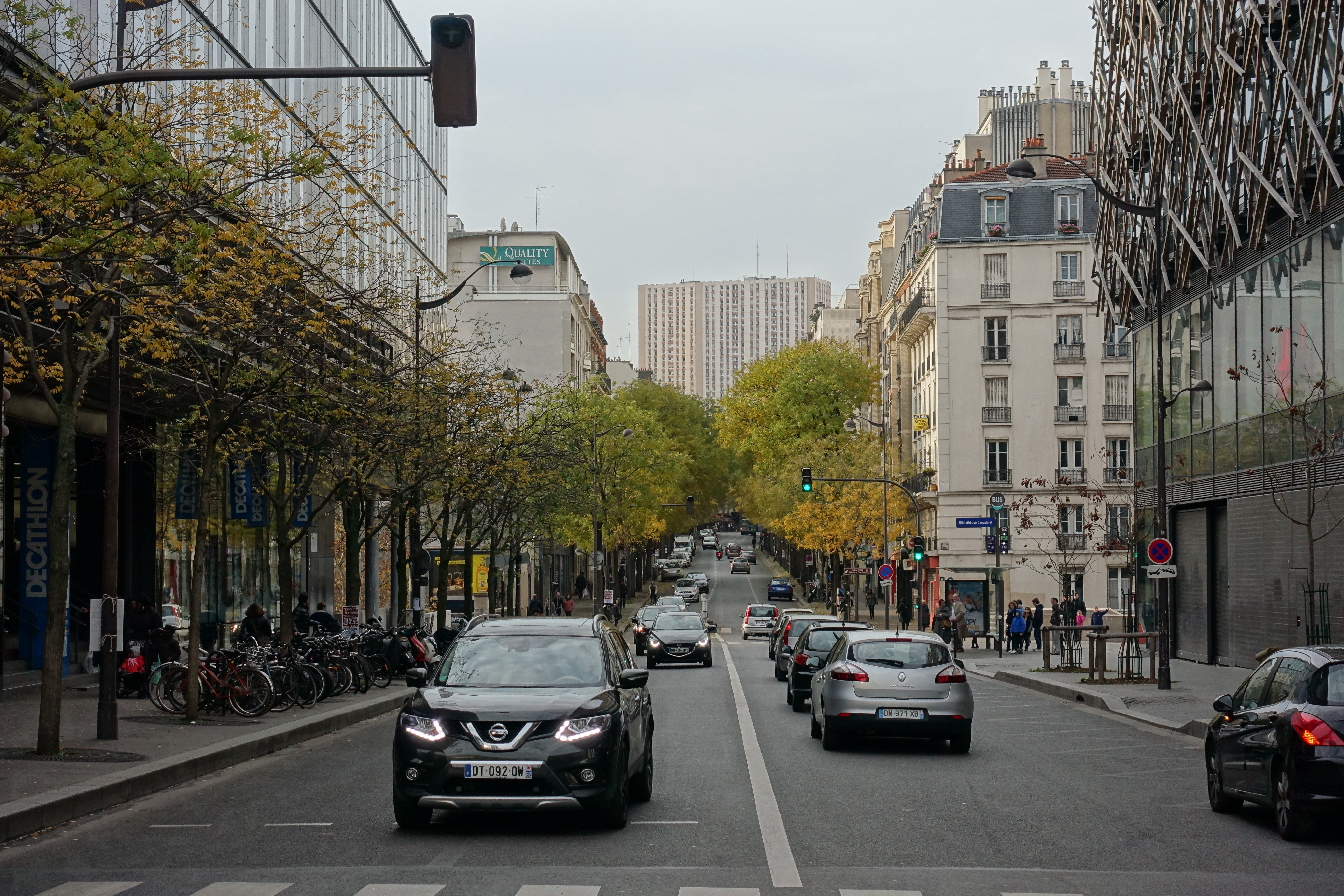
En 2015, la rue de Tolbiac est sur dalle, bordée d'immeubles récents. Les voies ferrées sont désormais invisibles.